# アーマツ・マサジェディ
アーマツ・マサジェディ（アラビア語: احمد مساجدی、ラテン翻記・Ahmad Masajedi, 1978年10月23日 - ）は、イラン出身のバレーボール指導者、元選手。
現名はマサジェディ ライアン（Ryan Masajedi）。

## 来歴
現役時代はイラン代表として、1998年バレーボール男子世界選手権に出場した。現役引退後は指導者となり、2011年にフリオ・ベラスコがイラン代表監督に就任した際には、通訳兼アシスタントコーチとしてその哲学を学ぶ。2015年に全日本男子のアドバイザーコーチとなり、南部正司監督を支えた。
2016年12月、ジェイテクトSTINGSのコーチに就任し、チーム歴代最高位となるプレミアリーグ3位入賞へと導いた。2017/18シーズンからは同チームの監督に就任した。
2018年6月、VC長野トライデンツのコーチに就任した。
2021年、VC長野より、クラブ規定およびコンプライアンス規定等に抵触する行為を行なったとされ、10月8日付で監督から解任された。
2022年、日本国籍を取得。インドネシアリーグスラバヤBINサマトールの監督を務めた。
2023年、V.LEAGUE DIVISION3 MEN（V3男子）に所属する福岡ウイニングスピリッツの監督に就任した。しかし、2023-24シーズンのV3男子開幕を控えた2023年11月2日、コーチの平岩真澄が新監督に就任したと発表され、V.LEAGUEからの登録を抹消されている。
2023年11月、BINパスンダンの監督に就任。
2024年、ジャカルタSTIN BINの監督に就任。

## 人物
- 妻はハンドボール全日本女子の元選手でデンマークのクラブチーム在籍中に知り合い結婚した[13]。日本語が堪能である[3]。

## 所属チーム

### 選手
- ペイカン・テヘランVC
- ゾブ・アハン・エスファハーンVC
- Skovbakken（2001-2004年）
- VC Haasrode-Leuven（2004-2005年）
- Al Jahra VC（2005-2006年）
- Petrochimi Bandar Imam（2006-2008年）

### 指導者
- Shahrdari Zahedan（2011-2012年）
- イラン男子代表（2011-2013年）
- Shahrdari Tabriz（2012-2013年）
- Shahrdari Varamin（2013-2014年）
- 日本男子代表（2015-2016年）
- ジェイテクトSTINGS（2016-2018年）
- VC長野トライデンツ（2018-2021年）
- スラバヤBINサマトール（インドネシア語版）（2022-2023年）
- 福岡ウイニングスピリッツ（2023年）
- BINパスンダン（インドネシア語版）（2023-2024年）
- ジャカルタSTIN BIN（インドネシア語版）（2024年）